# 로손 은행
로손 은행(일본어: ローソン銀行 로손긴코[*])은 일본의 은행이다. 로손 산하의 은행이다. 편의점 ATM 사업을 주로 하고 있다.